# Tatabánya KC
El Tatabánya Carbonex KC es un equipo de balonmano de la localidad húngara de Tatabánya. Actualmente milita en la Nemzeti Bajnokság I. El club, que es uno de los históricos del país magiar, fue fundado en el año 1942 y vivió su época dorada en la segunda mitad de los setenta y la primera de los ochenta.

## Plantilla 2024-25
|  | Porteros - 01 Attila Radvánszki - 12 Márton Székely - 16 László Bartucz Extremos izquierdos - 11 Baptiste Damatrin - 88 Bence Krakovszki Extremos derechos - 26 Pedro Rodríguez Álvarez - 30 Yuga Enomoto Pívots - 17 Ignacio Plaza - 22 Petar Topic | Laterales izquierdos - 15 Christian Dissinger - 19 Benedek Éles - 37 Damian Przytuła - 54 Matěj Havran Centrales - 07 Sadou Ntanzi - 10 Patrick Lemos Laterales derechos - 02 Mateo Maraš - 61 Milan Golubović |

## Palmarés
- Ligas húngaras: 4
  - Temporadas: 1974, 1978, 1979, 1984
- Copas húngaras: 2
  - Temporadas : 1969, 1977